# 贝森朵夫290三角钢琴
贝森朵夫290三角钢琴（英語：Imperial Bösendorfer），又被称为贝森朵夫帝国三角、貝森朵夫帝王琴，是贝森朵夫钢琴厂有限公司生产的最长的三角钢琴。该琴长达2.9米（290名稱由此而來），约合9.6英尺，重达690公斤。它也是世界上唯一一款拥有97键的演奏会用三角钢琴。

## 多出的琴键
与一般钢琴不同，贝森朵夫290拥有97个按键。该型号一开始是为意大利钢琴家费卢西奥·布索尼专门定做的，费卢西奥当时要誊写一手管风琴乐曲，但是该曲的最低音超出了标准钢琴键盘的范围。费卢西奥对这架定制的钢琴非常满意，于是贝森朵夫决定把97键钢琴量产化，顿时成为了市场上最为抢手的三角钢琴。
多出的琴键均位于键盘最左边，即最低音。一开始贝森朵夫为这块区域里的按键设计了一块盖板以防止使用者误弹，后来的新型号取消了这种设计，并把该区域的白键涂成黑色以示区别。
贝森朵夫290市售的價格约为175,000美元。1977年，型号290的市售价格为35,000美金，折合现在的价值约为182,000美金。
因为这种钢琴极为稀少，音乐家若想在演奏会上使用它，往往需要自备钢琴并空运到演奏会上。